# Neoxyphinus carigoblin
Neoxyphinus carigoblin – gatunek pająków z rodziny Oonopidae.

## Taksonomia
Gatunek ten opisany został po raz pierwszy w 2017 roku przez Níthomasa M. Feitosę i Daniellę F. Moss na łamach „Zootaxa”. Jako lokalizację typową wskazano okolice Manaus w brazylijskim stanie Amazonas. Epitet gatunkowy pochodzi od słów caribou i goblin; to pierwsze oznacza karibu i nawiązuje do rogopodobnych kolców na karapaksie pająka.

## Morfologia
Holotypowa samica ma 2,45 mm długości ciała. Karapaks jest szeroko-owalny w zarysie, gładki z rozproszonymi guzkami, o lekko wyniesionej części głowowej, tępo ząbkowanych krawędziach bocznych i dwóch parach kolców w częściach tylno-bocznych. Jego ubarwienie jest bladopomarańczowe. Wysoki nadustek ma niezmodyfikowaną, prostą w widoku przednim krawędź. Kolor szczękoczułków, szczęki i wargi dolnej jest bladopomarańczowy. Bladopomarańczowe, tak długie jak szerokie sternum jest gładkie i pozbawione dołków. Odnóża są żółte. Łącznik jest rurkowaty i przeciętnie długi. Opistosoma (odwłok) ma bladopomarańczowe, gładkie, w przedniej części zaopatrzone w wystające ząbki skutum grzbietowe oraz bladopomarańczowe skutum epigastryczne i postepigastryczne.
Genitalia samicy cechują się głębokimi kieszonkami w bruździe między przetchlinkami tylnymi oraz płytką płciową o wąskim przedsionku.

## Rozprzestrzenienie
Pająk neotropikalny, endemiczny dla Brazylii, znany ze stanu Amazonas. 